# Cotesia chiloluteelli
Cotesia chiloluteelli är en stekelart som först beskrevs av You, Xiong och Wang 1985.  Cotesia chiloluteelli ingår i släktet Cotesia och familjen bracksteklar. Inga underarter finns listade i Catalogue of Life.